# Lee Chae-eun
Lee Chae-eun (kor. 이채은; ur. 13 sierpnia 2004) – południowokoreańska aktorka.

## Życiorys
Lee Chae-eun urodziła się 13 sierpnia 2004 roku. Ukończyła szkołę średnią Shinseo.

## Kariera
Lee Chae-eun współpracę z agencją Youborn Company.

## Filmografia

### Filmy
| Rok  | Tytuł                                    | Rola                 | Źr.    |
| ---- | ---------------------------------------- | -------------------- | ------ |
| 2011 | Detective K: Secret of Virtuous Widow    | Młoda niewolnica     | [ 4 ]  |
| 2014 | Hot Young Bloods                         | Young Suk            | [ 5 ]  |
| 2015 | Detective K 2: Secret of the Lost Island | Da Hae               | [ 6 ]  |
| 2016 | The Last Princess                        | Jung Hye             | [ 7 ]  |
| 2017 | The Mimic                                | Ho Jung              | [ 8 ]  |
| 2020 | Hunt                                     | Córka Yang Bo Sunga  | [ 9 ]  |
| TBA  | Executioner's Daughter                   | Soo Ni (główna rola) | [ 10 ] |
| TBA  | Jinx                                     |                      | [ 11 ] |

### Seriale
| Rok  | Tytuł              | Rola        | Źr.    |
| ---- | ------------------ | ----------- | ------ |
| 2018 | Grand Prince       | Poeta       | [ 9 ]  |
| 2021 | 100% Era           | Lim Yu Ri   | [ 9 ]  |
| 2022 | All of Us Are Dead | Park Hee-su | [ 12 ] |